# Jardins de Callunes
Els Jardins de Callunes són un parc  paisatgista i  botànic que es troben a Ban-de-Sapt a Vosges, a 550 metres d'altitud. Les plantes ornamentals rústiques hi són les més nombroses, callunes i altres brucs al capdavant.

## Històric
La creació del parc va ser decidida el 1989. Es va crear a un abocador que emprava la cavitat d'una antiga pedrera de gres. La seva concepció i la seva realització van ser confiades a Jacques Couturieux, paisatgista. La pineda s'ha anat transformant des de 1994, mentre que 4000 m³ de terra vegetal i 900 tones de roques eren portades al parc. L'obertura al públic data del 2 de juny de 1996. Des del primer any, el parc va totalitzar 6000 visitants i se li va atorgar el primer premi dels jardins de Lorena. El 2001, hi va haver 14000 visitants.

## Zones paisatgistes
- La pineda:

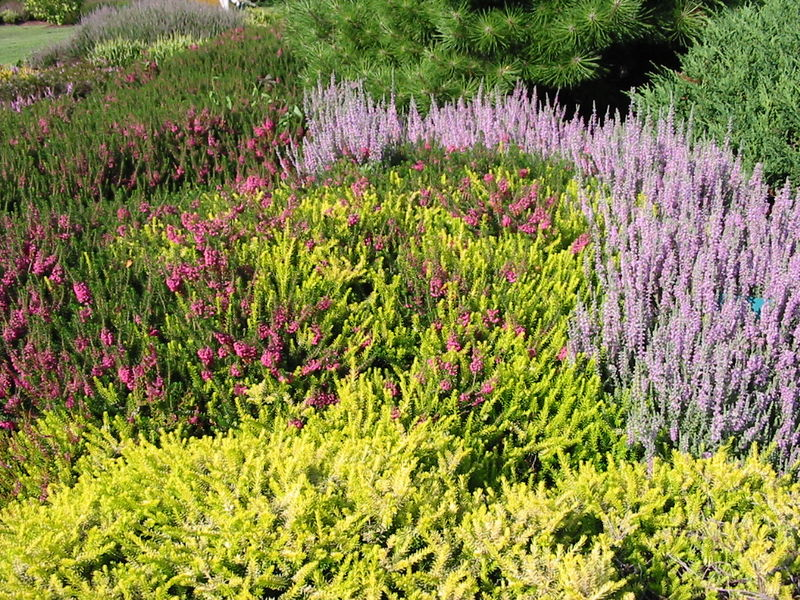
Ericàcies florides

rododendres i azalees a l'ombra de pins silvestres.
- Els jardins de bruc:

250 varietats d'ericàcies formant un patchwork de colors.
- El jardí dels vivaços:

180 varietats disposades en illots sobre una superfície de 3000 m².
- La trinxera guarnida amb flors:

arbusts, plantes de roca, coníferes nanes guarneixen una trinxera que data de 1915.
- El tossal:

bedolls i pins, hortènsies, viburns, cornus…
- El rierol i el petit llac de muntanya:

plantes de zona humida o de torbera.
- El gran rocall:

rododendres, flox,  saxífragues…
- Les pedreres:

els petits circs de gres rosa protegeixen clavells nans, plantes aromàtiques i  peònies arbustives.